# Pterotaea opaca
Pterotaea opaca är en fjärilsart som beskrevs av Frederick H. Rindge 1970. Pterotaea opaca ingår i släktet Pterotaea och familjen mätare. Inga underarter finns listade.